# ژوزف ابومراد
ژوزف ابومراد (انگلیسی: Joseph Abou Mrad; ۱۸ آوریل ۱۹۳۳ - درگذشته ۲۸ اکتبر ۲۰۰۳) بازیکن و مربی فوتبال اهل لبنان بود.
از باشگاه‌هایی که در آن بازی کرده‌است می‌توان به باشگاه راسینگ بیروت اشاره کرد.
وی همچنین در تیم ملی فوتبال لبنان بازی کرده‌است.